# Феллоуз, Джон, 4-й барон де Рамсей
Джон Айлвин Феллоуз, 4-й барон де Рамсей (англ. John Ailwyn Fellowes, 4th Baron de Ramsey; род. 27 февраля 1942) — британский землевладелец, первый председатель Агентства по охране окружающей среды.

## Карьера
Лорд де Рэмси владеет семейным поместьем площадью 6 000 акров вокруг деревни Эбботс Риптон, Хантингдоншир.
Он имеет давний интерес к дренажу Фенланда, выступая в качестве комиссара комиссаров среднего уровня, президента Ассоциации дренажных органов 1991—1994 и 2001 — настоящее время, а также директора Cambridge Water Company с 1974 по 1994 год.
Он был президентом Ассоциации землевладельцев страны (1991—1993), комиссаром по наследству короны 1994—2002 и президентом Королевского сельскохозяйственного общества Англии 2002—2003.
Другие роли включают председателя Кембриджширского фермерского союза (1982), директора Шаттлвортского траста (1982—1995), члена Руководящего органа Института растениеводства (1984—1989), директора Strutt and Parker (Farms) Limited (с 1993) и директора Lawes Agricultural Trust (с 1996 года). Он является председателем Lawes Trust, которому принадлежит поместье, на котором базируется Rothamsted Research.
В 1995 году лорд де Рамсей стал первым председателем Агентства по охране окружающей среды.

## Семья и личная жизнь
Джон Айлвин Феллоуз родился в 1942 году, старший сын Айлвина Эдварда Феллоуза, 3-го барона де Рамсей (1910—1993), и Лайлы Хелен Сюзанн Лабушер (? — 1987). Он получил образование в Мейдуэлл-Холле, Нортгемптоне, Винчестерском колледже и Институте сельского хозяйства Уиттла.
7 июля 1973 года он женился первым браком на Филиде Мэри Форсайт, дочери доктора Филиппа Ательстана Форсайта. У них был один сын:
- Достопочтенный Фредди Джон Феллоуз (род. 31 мая 1978), старший сын и наследник титула, известный как Фред Феллоуз, каждый год проводит музыкальный фестиваль Secret Garden Party[6].

В 1983 году Джон Феллоуз развелся с первой женой, а в 1984 году женился вторым браком на Элисон Мэри Биркмир (род. 5 сентября 1954), дочери сэра Арчибальда Биркмира, 3-го баронета (1923—2001). У пары трое детей:
- Достопочтенный Чарльз Генри Феллоуз (род. 1986)
- Достопочтенная Дейзи Лила Феллоуз (род. 1988)
- Достопочтенная Флора Мэри Феллоуз (род. 1991)

Семья живет в Эбботс-Риптон-Холле, графство Хантингдоншир.
В 1997 году лорду де Рамсею была присвоена почетная степень доктора наук Школы сельского хозяйства, продовольствия и окружающей среды Крэнфилдского университета.